# Jubilæum
Jubilæum (latin, jubelfest) er en fest i anledning af, at der er forløbet 10, 25, 50, 100 osv. år, siden en begivenhed fandt sted. Jubilar er den, der fejrer jubilæum; jubilere, at fejre jubilæum.